# Авлиј (Север)
Авлиј (фр. Haveluy) је насеље и општина у североисточној Француској у региону Север-Па д Кале, у департману Север која припада префектури Валансјен.
По подацима из 2011. године у општини је живело 3.055 становника, а густина насељености је износила 650,0 становника/km². Општина се простире на површини од 4,7 km². Налази се на средњој надморској висини од 32 метара (максималној 70 m, а минималној 21 m).

## Демографија
| 1962. | 1968. | 1975. | 1982. | 1990. | 1999. | 2011. |
| ----- | ----- | ----- | ----- | ----- | ----- | ----- |
| 3.943 | 3.998 | 3.616 | 3.266 | 3.046 | 3.084 | 3.055 |

График промене броја становника у току последњих година